# Metrosideros angustifolia
Metrosideros angustifolia là một loài thực vật có hoa trong Họ Đào kim nương. Loài này được (L.) Sm. mô tả khoa học đầu tiên năm 1797.